# Crucibulum subactum
Crucibulum subactum is een slakkensoort uit de familie van de Calyptraeidae. De wetenschappelijke naam van de soort is voor het eerst geldig gepubliceerd in 1963 door Berry.